# Anette Norberg
Anette Charlotte Norberg (* 12. November 1966 in Härnösand) ist eine schwedische Curlerin und zweifache Olympiasiegerin. Sie spielte für den Härnösands Curlingklubb.
Seit ihrem Debüt im internationalen Wettkampfsport ist Norberg siebenmal Europameisterin geworden (1988, 2001, 2002, 2003, 2004, 2005, 2007). Ihre bisher größten Erfolge sind der Gewinn der Goldmedaille an der Weltmeisterschaft 2005 in Paisley, der Weltmeisterschaft 2006 in Grande Prairie sowie der Sieg an den Olympischen Winterspielen 2006 in Turin (als Skip im Team mit Eva Lund (Third), Cathrine Lindahl (Second), Anna Svärd (Lead) und Ulrika Bergman (Ersatz)). Norberg hat außerdem an sechs weiteren Weltmeisterschaften teilgenommen. 1988, 1989, 1991 und 2003 gewann sie jeweils die Bronzemedaille, 2001 und 2009 die Silbermedaille. 2010 gewann sie mit demselben Team in Vancouver zum zweiten Mal Gold bei Olympischen Winterspielen. Im Finale schlugen sie die Kanadierinnen um Skip Cheryl Bernard mit 7:6 nach einem gestohlenen Stein im Zusatzend.
Nach den Olympischen Spielen trennte sich die Mannschaft und Norberg wurde Skip der Mannschaft um Cecilia Östlund.
Im Jahr 2013 beendete Norberg ihre aktive Karriere.

## Teammitglieder
- Third Cecilia Östlund
- Second Sara Carlsson
- Lead Lotta Lennartsson